# Лаксман, Адам Эрикович
Адам Лаксман (1766 год, Барнаул, Российская империя — 1806 год) — сын Эрика Лаксмана, армейский поручик, занимал должность исправника в Гижигинске; один из первых подданных Российской империи, сумевших посетить Японию, закрытую в то время для иностранцев.
В 1792—1793 годах осуществил плавание в Японию с поручением дипломатического характера: он, в частности, вернул на родину четырёх японцев с корабля «Синсё-мару» во главе со штурманом Дайкокуя Кодаю, выброшенных на берега Камчатки, посетивших Петербург и удостоенных приема у Екатерины II. Несмотря на недоверие японцев, Лаксман добился от них привилегии, которой пользовались до того времени одни голландцы — права посещать гавань Нагасаки. Краткое и сухое описание его экспедиции — «Первое русское посольство в Японию под начальством поручика Адама Лаксмана», напечатанное в 1805 году, было оставлено без внимания.

## Память
В честь Адама Лаксмана была названа бухта Лаксмана [Ноцуке] (Охотское море, остров Хоккайдо, 43°25′ с. ш., 145°30′ в. д., название бухте было присвоено немецким исследователем Японии Ф. Зибольдом по фамилии поручика Адама Лаксмана (в источнике отчество Адама Лаксмана указывается как «Кириллович»), в настоящее время русское название на карты не наносится).

### Научная
- Алексеев А. И. Освоение русскими людьми Дальнего Востока и Русской Америки. До конца XIX в. / Под ред. акад. А. П. Окладникова. — М. Наука, 1982. — 288 с.: ил.
- Дивин В. А. Русские мореплаватели на Тихом океане в XVIII веке. — М.: Мысль, 1971. — 374 с.
- Кин Д. Японцы открывают Европу. 1720—1830. — М. : Наука, 1972. — 207 с.: ил.
- Накамура С. Японцы и русские. Из истории контактов / Под ред. Б. Г. Сапожникова. — М. : Прогресс, 1983. — 304 с.
- Русские мореплаватели / Под ред. В. С. Лупача. — М.: Воениздат, 1953. — 672 с.
- Русские открытия в Тихом океане и Северной Америке в XVIII—XIX вв.: Сб. / Под редакцией А. И. Андреева. — М.-Л.: Изд-во АН СССР, 1944. — 224 с.: ил.
- Русские экспедиции по изучению Северной части Тихого океана во второй половине XVIII в.: Сб. / Сост. Т. С. Федорова, Л. В. Глазунова, Г. Н. Федорова и др. — М.: Наука, Главная редакция восточной литературы, 1989. — 400 с.
- Файнберг Э. Я. Русско-японские отношения в 1697—1875 гг. — M..: Изд-во восточной лит-ры, 1960. — 144 с.
- Черевко К. Е. Зарождение русско-японских отношений. XVII—XIX вв. — М.: Издат. фирма «Восточная литература», 1999. — 256 с.

### Художественная
- Ясуси Иноуэ. Сны о России / Пер. с яп. Б. В. Раскина. Предисл. И. Фонякова. — М.: Наука, Главная редакция восточной литературы, 1977. — 232 с.